# Satank

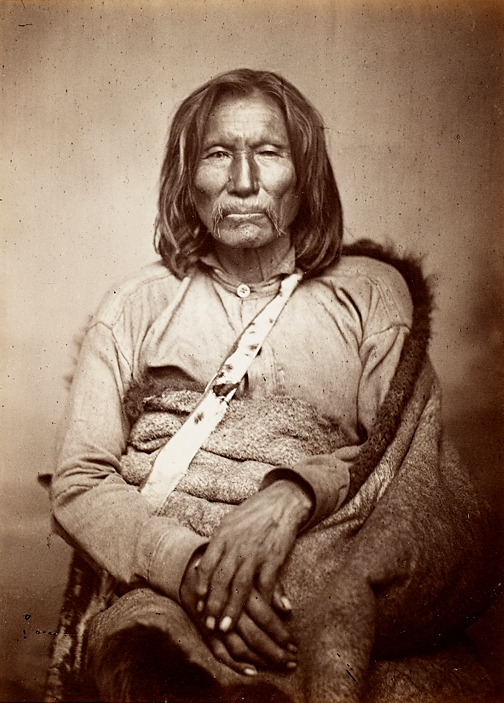
Satank, Studioporträt von William S. Soule, 1870.

Satank (* um 1810; † 1871) war ein Kiowa-Unterhäuptling, der erstmals bei den Friedensverhandlungen zwischen Kiowa und Comanche auf der einen und Southern Arapaho und Southern Cheyenne auf der anderen Seite als geschickter Verhandlungsstratege in den Vordergrund trat. Als Mitglied im Bund der zehn tapfersten Kiowa-Krieger führte er zwischen 1835 und 1871 zahlreiche Überfälle in Texas und Mexiko an. Nachdem er 1871 mit Satanta und Big Tree verhaftet worden war, konnte er sich auf dem Transport ins Staatsgefängnis von Huntsville befreien, wurde aber auf der Flucht von einem US-Soldaten erschossen.